# Echinognathus
El Echinognathus es un género de euriptéridos, un grupo extinto de artrópodos acuáticos. La especie tipo y única de Echinognathus, E. clevelandi, se conoce de yacimientos del Ordovícico tardío de Estados Unidos. El nombre genérico deriva del neolatín echino- («espinoso») y del griego gnáthos («mandíbula»), en referencia a un apéndice endognático espinoso (utilizado para manipular alimentos) que forma parte del material fósil tipo.
El Echinognathus sólo se conoce a partir de material fósil fragmentario, consistente en segmentos corporales, un apéndice utilizado para manipular alimentos y posiblemente otros segmentos corporales. El género se distingue de otros euriptéridos por el gran número de espinas alargadas y curvadas, similares a cuchillas en vida, que presentan sus extremidades. Inicialmente se supuso que representaba una especie de Eurypterus, pero estos rasgos distintivos se observaron rápidamente y se consideraron lo suficientemente importantes como para designar a Echinognathus como género propio. Con algunos fósiles adicionales asignados a Echinognathus a principios del siglo XX, se observó que el género era similar a Megalograptus, otro euriptérido con extremidades espinosas. En 1955, Echinognathus y Megalograptus se incluyeron en su propia familia taxonómica de euriptéridos, los Megalograptidae.
Basándose en las proporciones de otros euriptéridos, el Echinognathus habría sido un depredador de tamaño medio, alcanzando aproximadamente 45 centímetros de longitud. Las espinas de sus extremidades se utilizaban presumiblemente para la captura activa de presas, asegurando el alimento y llevándoselo a la boca. Los fósiles de Echinognathus se conocen de lo que en su día fueron ambientes marinos, y convivió con una fauna que incluía graptolitos, braquiópodos, cefalópodos y trilobites.

## Descripción
El Echinognathus sólo se conoce a partir de restos fósiles fragmentarios. Era un euriptérido megalodóntido de tamaño medio, que alcanzaba aproximadamente los 45 centímetros de longitud. Debido a que se conoce a partir de restos tan fragmentarios, se desconoce la mayor parte del cuerpo de Echinognathus. Basándose en el Megalograptus relacionado, es posible que la cabeza tuviera forma subcuadrada (vagamente cuadrática). El Echinognathus era probablemente de constitución robusta.
La característica más distintiva del material fósil eran las espinas del conocido apéndice endognático (utilizado para manipular alimentos). La extremidad estaba formada por ocho o nueve articulaciones, probablemente ocho, seis de las cuales estaban equipadas con espinas grandes, curvadas y alargadas. Las espinas, similares pero también distintas de las del Megalograptus emparentado, eran aplanadas, tenían una intersección subtriangular y estaban claramente estriadas (tenían surcos) longitudinalmente. En vida, habrían tenido un aspecto claramente afilado.
Los segmentos corporales de Echinognathus estaban ornamentados con prominentes escamas oblongas, de forma similar a «gotas de lluvia corriendo por el cristal de una ventana». El metasoma (una gran placa situada en la parte inferior del cuerpo) de Echinognathus era ancho y de forma cordiforme (en forma de corazón), una característica similar a la de la mayoría de los euriptéridos pero que lo diferenciaba de Megalograptus, que tenía un metastoma más singular.

## Antecedentes de la investigación
El material tipo de Echinognathus clevelandi fue descrito por primera vez en febrero de 1882 por Charles Doolittle Walcott. Los fósiles fueron 
recuperados en depósitos de edad Katian (Ordovícico tardío) al norte de Utica, Nueva York, por William N. Cleveland, amigo de Walcott. Al principio, Walcott clasificó provisionalmente los fósiles en el género Eurypterus, proponiendo el nombre de especie Eurypterus clevelandi, en honor a Cleveland. Los fósiles consistían en los restos de un gran apéndice endognático equipado con espinas fósiles intactas y parte de un segmento corporal. Más tarde, ese mismo año, Walcott describió formalmente los fósiles. Dado que las comparaciones con otros euriptéridos conocidos arrojaron pocas similitudes, Walcott denominó Echinognathus clevelandi como nuevo género y especie, haciendo referencia el nombre del género al apéndice endognático espinoso. Etimológicamente, el nombre deriva del neolatín echino- («espinoso») y del griego gnáthos («mandíbula»). La principal característica distintiva de los fósiles de Echinognathus, según Walcott, eran las largas y curvadas espinas del apéndice.
Otros fósiles de la localidad tipo de E. clevelandi fueron referidos a Echinognathus a principios del siglo XX por John Mason Clarke y Rudolf Ruedemann (y más tarde Ruedemann solo), quien describió varios fragmentos de segmentos del cuerpo, y mencionó una colección más grande de fragmentos inéditos, en 1912 y 1926. Fragmentos de una espina dorsal, o posiblemente el telson (el segmento final del cuerpo, a menudo en forma de pico), fueron referidos a Echinognathus por Ruedemann en 1916. Los fragmentos de espina/telson de Ruedemann estaban cubiertos de escamas y no de estrías (como las espinas del espécimen tipo), por lo que señaló que podrían pertenecer a una nueva segunda especie de Echinognathus, o que las estrías de las espinas se rompieron en escamas al madurar Echinognathus. Kenneth E. Caster y Erik N. Kjellesvig-Waering sugirieron en 1964 que la espina pertenecía a Megalograptus.

## Clasificación

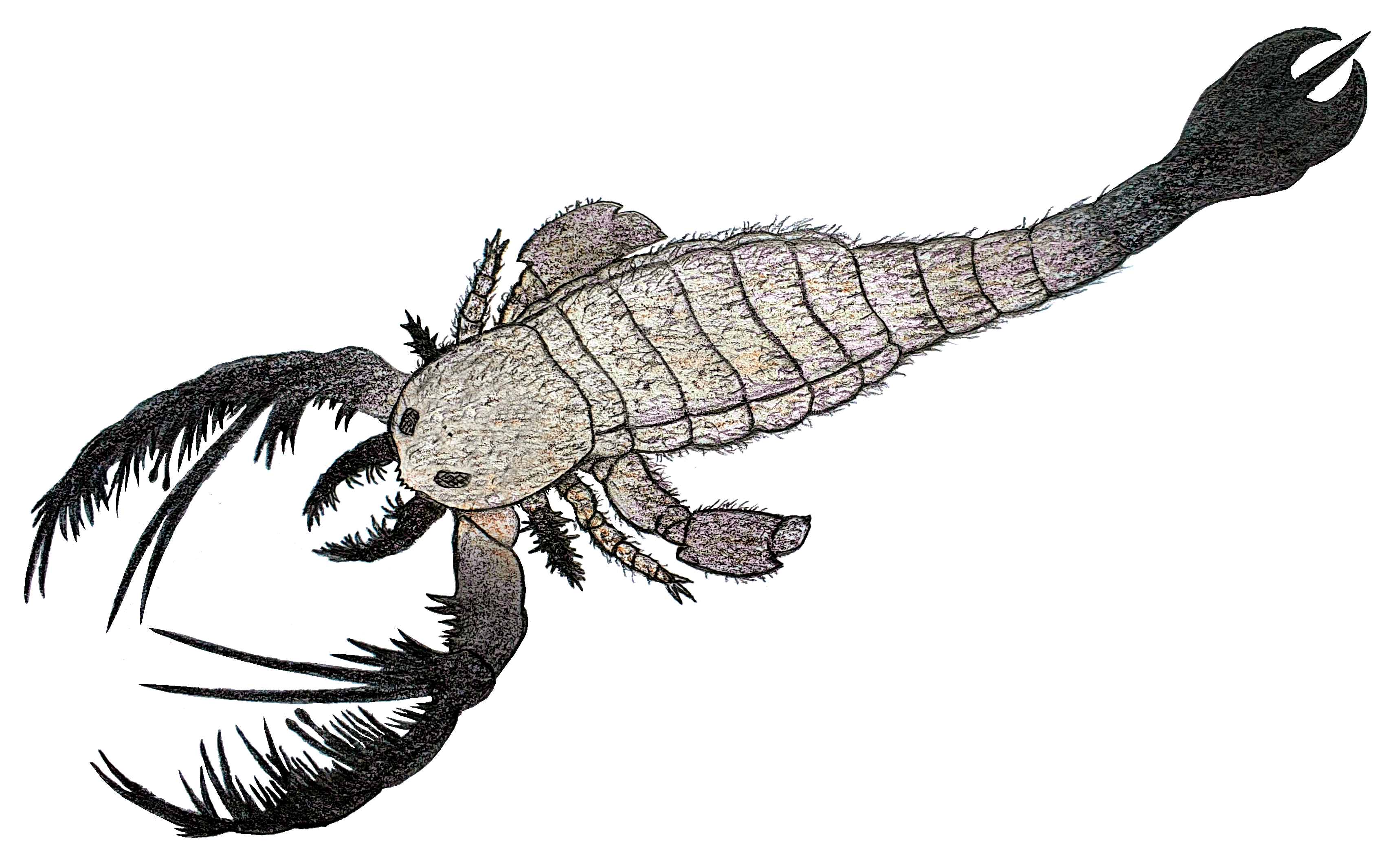
Reconstrucción de Megalograptus, el pariente más cercano de Echinognathus

En su descripción original de Echinognathus, Walcott no hizo ninguna evaluación de la relación entre el género y otros euriptéridos. En la obra de Clarke y Ruedemann de 1912 The Eurypterida of New York, Echinognathus se asoció provisionalmente con el género Stylonurus, en particular con el subgénero Ctenopterus (posteriormente elevado a un género completo y distinto). La asociación se hizo porque el Echinognathus tenía muchas espinas emparejadas en su apéndice, mientras que la mayoría de los euriptéridos conocidos entonces, con la excepción de Stylonurus y algunos otros, sólo tenían un par por segmento. Se observó que la serie continua de espinas era específicamente característica de Ctenopterus. En The Eurypterida of New York, August Foerste comparó los fósiles de Echinognathus con los de Megalograptus, también conocidos fragmentariamente en aquella época, y llegó a la conclusión de que ambos estaban estrechamente relacionados, si no eran congéneres.  El descubrimiento de más fósiles de Megalograptus, y más fósiles fragmentarios de Echinognathus, más tarde en el siglo XX, permitió establecer firmemente que los dos eran géneros distintos, pero estrechamente relacionados.
En 1934, Leif Størmer clasificó al Megalograptus y Echinognathus, junto con los géneros Mixopterus y Carcinosoma, en la familia Carcinosomatidae. La taxonomía fue modificada por Erik N. Kjellesvig-Waering en el Tratado de Paleontología de Invertebrados de Størmer de 1955, en el que Mixopterus fue transferido a su propia familia, Mixopteridae, y Megalograptus y Echinognathus también fueron incluidos en su propia familia, Megalograptidae.  Aunque la posición taxonómica de esta familia ha sido discutida históricamente, los análisis filogenéticos apoyan que los Megalograptidae se agrupen con los Carcinosomatidae y Mixopteridae en la superfamilia Carcinosomatoidea.  El cladograma que se muestra a continuación se ha simplificado a partir de los resultados de un análisis filogenético de 2015 realizado por James Lamsdell y sus colegas, y se ha colapsado para mostrar únicamente los Carcinosomatoidea.
|  | Megalograptus williamsae                                                         |
|  |                                                                                  |
|  | \| \| Megalograptus ohioensis \| \| \| \| \| \| Megalograptus welchi \| \| \| \| |
|  |                                                                                  |
|  | Megalograptus ohioensis                                                          |
|  |                                                                                  |
|  | Megalograptus welchi                                                             |
|  |                                                                                  |

|  | Megalograptus ohioensis |
|  |                         |
|  | Megalograptus welchi    |
|  |                         |

|  | Megalograptus williamsae                                                         |
|  |                                                                                  |
|  | \| \| Megalograptus ohioensis \| \| \| \| \| \| Megalograptus welchi \| \| \| \| |
|  |                                                                                  |
|  | Megalograptus ohioensis                                                          |
|  |                                                                                  |
|  | Megalograptus welchi                                                             |
|  |                                                                                  |

|  | Megalograptus ohioensis |
|  |                         |
|  | Megalograptus welchi    |
|  |                         |

|  | Megalograptus williamsae                                                         |
|  |                                                                                  |
|  | \| \| Megalograptus ohioensis \| \| \| \| \| \| Megalograptus welchi \| \| \| \| |
|  |                                                                                  |
|  | Megalograptus ohioensis                                                          |
|  |                                                                                  |
|  | Megalograptus welchi                                                             |
|  |                                                                                  |

|  | Megalograptus ohioensis |
|  |                         |
|  | Megalograptus welchi    |
|  |                         |

|  | Megalograptus williamsae                                                         |
|  |                                                                                  |
|  | \| \| Megalograptus ohioensis \| \| \| \| \| \| Megalograptus welchi \| \| \| \| |
|  |                                                                                  |
|  | Megalograptus ohioensis                                                          |
|  |                                                                                  |
|  | Megalograptus welchi                                                             |
|  |                                                                                  |

|  | Megalograptus ohioensis |
|  |                         |
|  | Megalograptus welchi    |
|  |                         |

|  | Lanarkopterus dolichoschelus                                                   |
|  |                                                                                |
|  | \| \| Mixopterus kiaeri \| \| \| \| \| \| Mixopterus multispinosus \| \| \| \| |
|  |                                                                                |
|  | Mixopterus kiaeri                                                              |
|  |                                                                                |
|  | Mixopterus multispinosus                                                       |
|  |                                                                                |

|  | Mixopterus kiaeri        |
|  |                          |
|  | Mixopterus multispinosus |
|  |                          |

|  | Carcinosoma newlini  |
|  |                      |
|  | Carcinosoma libertyi |
|  |                      |

|  | Eusarcana acrocephalus |
|  |                        |
|  | Eusarcana scorpionis   |
|  |                        |

|  | Carcinosoma newlini  |
|  |                      |
|  | Carcinosoma libertyi |
|  |                      |

|  | Eusarcana acrocephalus |
|  |                        |
|  | Eusarcana scorpionis   |
|  |                        |

|  | Carcinosoma newlini  |
|  |                      |
|  | Carcinosoma libertyi |
|  |                      |

|  | Eusarcana acrocephalus |
|  |                        |
|  | Eusarcana scorpionis   |
|  |                        |

|  | Carcinosoma newlini  |
|  |                      |
|  | Carcinosoma libertyi |
|  |                      |

|  | Eusarcana acrocephalus |
|  |                        |
|  | Eusarcana scorpionis   |
|  |                        |

|  | Lanarkopterus dolichoschelus                                                   |
|  |                                                                                |
|  | \| \| Mixopterus kiaeri \| \| \| \| \| \| Mixopterus multispinosus \| \| \| \| |
|  |                                                                                |
|  | Mixopterus kiaeri                                                              |
|  |                                                                                |
|  | Mixopterus multispinosus                                                       |
|  |                                                                                |

|  | Mixopterus kiaeri        |
|  |                          |
|  | Mixopterus multispinosus |
|  |                          |

|  | Carcinosoma newlini  |
|  |                      |
|  | Carcinosoma libertyi |
|  |                      |

|  | Eusarcana acrocephalus |
|  |                        |
|  | Eusarcana scorpionis   |
|  |                        |

|  | Carcinosoma newlini  |
|  |                      |
|  | Carcinosoma libertyi |
|  |                      |

|  | Eusarcana acrocephalus |
|  |                        |
|  | Eusarcana scorpionis   |
|  |                        |

|  | Carcinosoma newlini  |
|  |                      |
|  | Carcinosoma libertyi |
|  |                      |

|  | Eusarcana acrocephalus |
|  |                        |
|  | Eusarcana scorpionis   |
|  |                        |

|  | Carcinosoma newlini  |
|  |                      |
|  | Carcinosoma libertyi |
|  |                      |

|  | Eusarcana acrocephalus |
|  |                        |
|  | Eusarcana scorpionis   |
|  |                        |

|  | Megalograptus williamsae                                                         |
|  |                                                                                  |
|  | \| \| Megalograptus ohioensis \| \| \| \| \| \| Megalograptus welchi \| \| \| \| |
|  |                                                                                  |
|  | Megalograptus ohioensis                                                          |
|  |                                                                                  |
|  | Megalograptus welchi                                                             |
|  |                                                                                  |

|  | Megalograptus ohioensis |
|  |                         |
|  | Megalograptus welchi    |
|  |                         |

|  | Megalograptus williamsae                                                         |
|  |                                                                                  |
|  | \| \| Megalograptus ohioensis \| \| \| \| \| \| Megalograptus welchi \| \| \| \| |
|  |                                                                                  |
|  | Megalograptus ohioensis                                                          |
|  |                                                                                  |
|  | Megalograptus welchi                                                             |
|  |                                                                                  |

|  | Megalograptus ohioensis |
|  |                         |
|  | Megalograptus welchi    |
|  |                         |

|  | Megalograptus williamsae                                                         |
|  |                                                                                  |
|  | \| \| Megalograptus ohioensis \| \| \| \| \| \| Megalograptus welchi \| \| \| \| |
|  |                                                                                  |
|  | Megalograptus ohioensis                                                          |
|  |                                                                                  |
|  | Megalograptus welchi                                                             |
|  |                                                                                  |

|  | Megalograptus ohioensis |
|  |                         |
|  | Megalograptus welchi    |
|  |                         |

|  | Megalograptus williamsae                                                         |
|  |                                                                                  |
|  | \| \| Megalograptus ohioensis \| \| \| \| \| \| Megalograptus welchi \| \| \| \| |
|  |                                                                                  |
|  | Megalograptus ohioensis                                                          |
|  |                                                                                  |
|  | Megalograptus welchi                                                             |
|  |                                                                                  |

|  | Megalograptus ohioensis |
|  |                         |
|  | Megalograptus welchi    |
|  |                         |

|  | Lanarkopterus dolichoschelus                                                   |
|  |                                                                                |
|  | \| \| Mixopterus kiaeri \| \| \| \| \| \| Mixopterus multispinosus \| \| \| \| |
|  |                                                                                |
|  | Mixopterus kiaeri                                                              |
|  |                                                                                |
|  | Mixopterus multispinosus                                                       |
|  |                                                                                |

|  | Mixopterus kiaeri        |
|  |                          |
|  | Mixopterus multispinosus |
|  |                          |

|  | Carcinosoma newlini  |
|  |                      |
|  | Carcinosoma libertyi |
|  |                      |

|  | Eusarcana acrocephalus |
|  |                        |
|  | Eusarcana scorpionis   |
|  |                        |

|  | Carcinosoma newlini  |
|  |                      |
|  | Carcinosoma libertyi |
|  |                      |

|  | Eusarcana acrocephalus |
|  |                        |
|  | Eusarcana scorpionis   |
|  |                        |

|  | Carcinosoma newlini  |
|  |                      |
|  | Carcinosoma libertyi |
|  |                      |

|  | Eusarcana acrocephalus |
|  |                        |
|  | Eusarcana scorpionis   |
|  |                        |

|  | Carcinosoma newlini  |
|  |                      |
|  | Carcinosoma libertyi |
|  |                      |

|  | Eusarcana acrocephalus |
|  |                        |
|  | Eusarcana scorpionis   |
|  |                        |

|  | Lanarkopterus dolichoschelus                                                   |
|  |                                                                                |
|  | \| \| Mixopterus kiaeri \| \| \| \| \| \| Mixopterus multispinosus \| \| \| \| |
|  |                                                                                |
|  | Mixopterus kiaeri                                                              |
|  |                                                                                |
|  | Mixopterus multispinosus                                                       |
|  |                                                                                |

|  | Mixopterus kiaeri        |
|  |                          |
|  | Mixopterus multispinosus |
|  |                          |

|  | Carcinosoma newlini  |
|  |                      |
|  | Carcinosoma libertyi |
|  |                      |

|  | Eusarcana acrocephalus |
|  |                        |
|  | Eusarcana scorpionis   |
|  |                        |

|  | Carcinosoma newlini  |
|  |                      |
|  | Carcinosoma libertyi |
|  |                      |

|  | Eusarcana acrocephalus |
|  |                        |
|  | Eusarcana scorpionis   |
|  |                        |

|  | Carcinosoma newlini  |
|  |                      |
|  | Carcinosoma libertyi |
|  |                      |

|  | Eusarcana acrocephalus |
|  |                        |
|  | Eusarcana scorpionis   |
|  |                        |

|  | Carcinosoma newlini  |
|  |                      |
|  | Carcinosoma libertyi |
|  |                      |

|  | Eusarcana acrocephalus |
|  |                        |
|  | Eusarcana scorpionis   |
|  |                        |

|  | Megalograptus williamsae                                                         |
|  |                                                                                  |
|  | \| \| Megalograptus ohioensis \| \| \| \| \| \| Megalograptus welchi \| \| \| \| |
|  |                                                                                  |
|  | Megalograptus ohioensis                                                          |
|  |                                                                                  |
|  | Megalograptus welchi                                                             |
|  |                                                                                  |

|  | Megalograptus ohioensis |
|  |                         |
|  | Megalograptus welchi    |
|  |                         |

|  | Megalograptus williamsae                                                         |
|  |                                                                                  |
|  | \| \| Megalograptus ohioensis \| \| \| \| \| \| Megalograptus welchi \| \| \| \| |
|  |                                                                                  |
|  | Megalograptus ohioensis                                                          |
|  |                                                                                  |
|  | Megalograptus welchi                                                             |
|  |                                                                                  |

|  | Megalograptus ohioensis |
|  |                         |
|  | Megalograptus welchi    |
|  |                         |

|  | Megalograptus williamsae                                                         |
|  |                                                                                  |
|  | \| \| Megalograptus ohioensis \| \| \| \| \| \| Megalograptus welchi \| \| \| \| |
|  |                                                                                  |
|  | Megalograptus ohioensis                                                          |
|  |                                                                                  |
|  | Megalograptus welchi                                                             |
|  |                                                                                  |

|  | Megalograptus ohioensis |
|  |                         |
|  | Megalograptus welchi    |
|  |                         |

|  | Megalograptus williamsae                                                         |
|  |                                                                                  |
|  | \| \| Megalograptus ohioensis \| \| \| \| \| \| Megalograptus welchi \| \| \| \| |
|  |                                                                                  |
|  | Megalograptus ohioensis                                                          |
|  |                                                                                  |
|  | Megalograptus welchi                                                             |
|  |                                                                                  |

|  | Megalograptus ohioensis |
|  |                         |
|  | Megalograptus welchi    |
|  |                         |

|  | Lanarkopterus dolichoschelus                                                   |
|  |                                                                                |
|  | \| \| Mixopterus kiaeri \| \| \| \| \| \| Mixopterus multispinosus \| \| \| \| |
|  |                                                                                |
|  | Mixopterus kiaeri                                                              |
|  |                                                                                |
|  | Mixopterus multispinosus                                                       |
|  |                                                                                |

|  | Mixopterus kiaeri        |
|  |                          |
|  | Mixopterus multispinosus |
|  |                          |

|  | Carcinosoma newlini  |
|  |                      |
|  | Carcinosoma libertyi |
|  |                      |

|  | Eusarcana acrocephalus |
|  |                        |
|  | Eusarcana scorpionis   |
|  |                        |

|  | Carcinosoma newlini  |
|  |                      |
|  | Carcinosoma libertyi |
|  |                      |

|  | Eusarcana acrocephalus |
|  |                        |
|  | Eusarcana scorpionis   |
|  |                        |

|  | Carcinosoma newlini  |
|  |                      |
|  | Carcinosoma libertyi |
|  |                      |

|  | Eusarcana acrocephalus |
|  |                        |
|  | Eusarcana scorpionis   |
|  |                        |

|  | Carcinosoma newlini  |
|  |                      |
|  | Carcinosoma libertyi |
|  |                      |

|  | Eusarcana acrocephalus |
|  |                        |
|  | Eusarcana scorpionis   |
|  |                        |

|  | Lanarkopterus dolichoschelus                                                   |
|  |                                                                                |
|  | \| \| Mixopterus kiaeri \| \| \| \| \| \| Mixopterus multispinosus \| \| \| \| |
|  |                                                                                |
|  | Mixopterus kiaeri                                                              |
|  |                                                                                |
|  | Mixopterus multispinosus                                                       |
|  |                                                                                |

|  | Mixopterus kiaeri        |
|  |                          |
|  | Mixopterus multispinosus |
|  |                          |

|  | Carcinosoma newlini  |
|  |                      |
|  | Carcinosoma libertyi |
|  |                      |

|  | Eusarcana acrocephalus |
|  |                        |
|  | Eusarcana scorpionis   |
|  |                        |

|  | Carcinosoma newlini  |
|  |                      |
|  | Carcinosoma libertyi |
|  |                      |

|  | Eusarcana acrocephalus |
|  |                        |
|  | Eusarcana scorpionis   |
|  |                        |

|  | Carcinosoma newlini  |
|  |                      |
|  | Carcinosoma libertyi |
|  |                      |

|  | Eusarcana acrocephalus |
|  |                        |
|  | Eusarcana scorpionis   |
|  |                        |

|  | Carcinosoma newlini  |
|  |                      |
|  | Carcinosoma libertyi |
|  |                      |

|  | Eusarcana acrocephalus |
|  |                        |
|  | Eusarcana scorpionis   |
|  |                        |

|  | Megalograptus williamsae                                                         |
|  |                                                                                  |
|  | \| \| Megalograptus ohioensis \| \| \| \| \| \| Megalograptus welchi \| \| \| \| |
|  |                                                                                  |
|  | Megalograptus ohioensis                                                          |
|  |                                                                                  |
|  | Megalograptus welchi                                                             |
|  |                                                                                  |

|  | Megalograptus ohioensis |
|  |                         |
|  | Megalograptus welchi    |
|  |                         |

|  | Megalograptus williamsae                                                         |
|  |                                                                                  |
|  | \| \| Megalograptus ohioensis \| \| \| \| \| \| Megalograptus welchi \| \| \| \| |
|  |                                                                                  |
|  | Megalograptus ohioensis                                                          |
|  |                                                                                  |
|  | Megalograptus welchi                                                             |
|  |                                                                                  |

|  | Megalograptus ohioensis |
|  |                         |
|  | Megalograptus welchi    |
|  |                         |

|  | Megalograptus williamsae                                                         |
|  |                                                                                  |
|  | \| \| Megalograptus ohioensis \| \| \| \| \| \| Megalograptus welchi \| \| \| \| |
|  |                                                                                  |
|  | Megalograptus ohioensis                                                          |
|  |                                                                                  |
|  | Megalograptus welchi                                                             |
|  |                                                                                  |

|  | Megalograptus ohioensis |
|  |                         |
|  | Megalograptus welchi    |
|  |                         |

|  | Megalograptus williamsae                                                         |
|  |                                                                                  |
|  | \| \| Megalograptus ohioensis \| \| \| \| \| \| Megalograptus welchi \| \| \| \| |
|  |                                                                                  |
|  | Megalograptus ohioensis                                                          |
|  |                                                                                  |
|  | Megalograptus welchi                                                             |
|  |                                                                                  |

|  | Megalograptus ohioensis |
|  |                         |
|  | Megalograptus welchi    |
|  |                         |

|  | Lanarkopterus dolichoschelus                                                   |
|  |                                                                                |
|  | \| \| Mixopterus kiaeri \| \| \| \| \| \| Mixopterus multispinosus \| \| \| \| |
|  |                                                                                |
|  | Mixopterus kiaeri                                                              |
|  |                                                                                |
|  | Mixopterus multispinosus                                                       |
|  |                                                                                |

|  | Mixopterus kiaeri        |
|  |                          |
|  | Mixopterus multispinosus |
|  |                          |

|  | Carcinosoma newlini  |
|  |                      |
|  | Carcinosoma libertyi |
|  |                      |

|  | Eusarcana acrocephalus |
|  |                        |
|  | Eusarcana scorpionis   |
|  |                        |

|  | Carcinosoma newlini  |
|  |                      |
|  | Carcinosoma libertyi |
|  |                      |

|  | Eusarcana acrocephalus |
|  |                        |
|  | Eusarcana scorpionis   |
|  |                        |

|  | Carcinosoma newlini  |
|  |                      |
|  | Carcinosoma libertyi |
|  |                      |

|  | Eusarcana acrocephalus |
|  |                        |
|  | Eusarcana scorpionis   |
|  |                        |

|  | Carcinosoma newlini  |
|  |                      |
|  | Carcinosoma libertyi |
|  |                      |

|  | Eusarcana acrocephalus |
|  |                        |
|  | Eusarcana scorpionis   |
|  |                        |

|  | Lanarkopterus dolichoschelus                                                   |
|  |                                                                                |
|  | \| \| Mixopterus kiaeri \| \| \| \| \| \| Mixopterus multispinosus \| \| \| \| |
|  |                                                                                |
|  | Mixopterus kiaeri                                                              |
|  |                                                                                |
|  | Mixopterus multispinosus                                                       |
|  |                                                                                |

|  | Mixopterus kiaeri        |
|  |                          |
|  | Mixopterus multispinosus |
|  |                          |

|  | Carcinosoma newlini  |
|  |                      |
|  | Carcinosoma libertyi |
|  |                      |

|  | Eusarcana acrocephalus |
|  |                        |
|  | Eusarcana scorpionis   |
|  |                        |

|  | Carcinosoma newlini  |
|  |                      |
|  | Carcinosoma libertyi |
|  |                      |

|  | Eusarcana acrocephalus |
|  |                        |
|  | Eusarcana scorpionis   |
|  |                        |

|  | Carcinosoma newlini  |
|  |                      |
|  | Carcinosoma libertyi |
|  |                      |

|  | Eusarcana acrocephalus |
|  |                        |
|  | Eusarcana scorpionis   |
|  |                        |

|  | Carcinosoma newlini  |
|  |                      |
|  | Carcinosoma libertyi |
|  |                      |

|  | Eusarcana acrocephalus |
|  |                        |
|  | Eusarcana scorpionis   |
|  |                        |

## Paleoecología
El Echinognathus se conoce a partir de yacimientos marinos. Walcott planteó inicialmente la hipótesis de que las espinas de los apéndices estaban relacionadas con el sistema branquial (es decir, respiratorio). Walcott señaló que «no era aparente» que se utilizaran para asegurar la comida o llevarla a la boca del animal, la única otra hipótesis viable. Basándose en el Megalograptus relacionado, la segunda hipótesis, que las espinas de Echinognathus se utilizaban para la captura activa de presas y para mover la comida a la boca, es más probable.  En el yacimiento donde se encontraron los fósiles de Echinognathus había muchos otros organismos, como los graptolitos Mastigograptus, Geniculograptus, Orthograptus y Climacograptus, el cefalópodo ortócero Geisonoceras, el braquiópodo lingúlido Leptolobus, el braquiópodo rinconelado Camarotoechia y el trilobite Triarthrus.